# Oreocarya paysonii
Oreocarya paysonii är en strävbladig växtart som beskrevs av Macbride. Oreocarya paysonii ingår i släktet Oreocarya och familjen strävbladiga växter. Inga underarter finns listade i Catalogue of Life.